# Kate Williams (historienne)
Kate Williams (née le 30 novembre 1974) est une historienne, auteure et présentatrice de télévision britannique. Elle est professeure d’engagement public avec l’histoire à l’Université de Reading.

## Jeunesse et éducation
Williams grandit à Stourbridge. Son père, Gwyn, est avocat et sa mère, Margaret, est enseignante. Ses grands-parents paternels sont originaires de la vallée de Conwy. Elle fait ses études à l'Edgbaston High School for Girls, à Birmingham. Elle étudie pour son BA et DPhil au Somerville College d'Oxford, où elle commence comme boursière universitaire et reçoit la bourse de l'Université Violet Vaughan Morgan. Elle est titulaire d'une maîtrise de Queen Mary, Université de Londres et de Royal Holloway, Université de Londres. Elle commence à faire des recherches sur Emma Hamilton alors qu'elle prépare son doctorat.

## Carrière
Williams enseigne l'écriture créative à Royal Holloway, Université de Londres. À l'été 2015, Williams devient professeure d'engagement public avec l'histoire à l'Université de Reading.

### Journalisme
Williams écrit des articles sur l'histoire pour des journaux britanniques, notamment The Daily Telegraph et des critiques pour BBC History, History Today et le Financial Times.
En 2010, elle est jurée pour le prix Tony Lothian First Biography Prize du Biographer's Club, le Book Drum Tournament 2010 et le Litro/ IGGY International Young Person's Short Story Award.
Une nouvelle, « La Faiblesse des cœurs », est publiée dans le numéro 104 du magazine littéraire Litro.

### Télévision et radio
Williams apparaît fréquemment à la radio et à la télévision en tant que présentatrice et experte, spécialisée dans l'histoire sociale, constitutionnelle et royale. Elle commente le mariage royal de 2011 et apparaît souvent sur BBC Breakfast, Newsnight, The Review Show, Sky News, BBC News 24, le programme Today, Broadcasting House, Night Waves, Woman's Hour, Channel Five et diverses chaînes américaines, discutant de l'histoire et de la culture et passant en revue l'actualité.
Williams est l'historienne sociale de la série Restoration Home de la BBC Two, diffusée de 2011 à 2013. Elle présente Timewatch : Young Victoria pour BBC Two,, et The Secret History of Edward VII pour Channel Five.
Elle écrit et présente le documentaire The Grandfather of Self-Help, sur Samuel Smiles, pour Radio 4. Elle est également présentatrice d'un documentaire sur Radio 4 sur l'histoire du sourire, diffusé en juin 2012. Williams est l'historienne en résidence dans l'émission de radio de Frank Skinner en 2014, The Rest Is History . Williams est un chroniqueuse de The Quizeum, qui commence à être diffusé sur BBC4 au printemps 2015.
Williams et son coéquipier Robin Ince remportent l'émission Pointless Celebrities diffusée le 13 janvier 2018. 
En août 2023, Williams apparait dans Elizabeth II: Making of a Monarch ; un documentaire en deux parties diffusé sur Channel 4.

## Publications
- England's Mistress, une biographie de Emma Hamilton, publiée par Random House au Royaume-Uni et aux États-Unis  (ISBN 978-0-09-179474-3)[17]
- Becoming Queen  (ISBN 978-0-09-179479-8)
- Josephine: Desire, Ambition, Napoleon une vie de Joséphine de Beauharnais, 2013.
- Kate Williams – Young Elizabeth, 2015 (ISBN 978-1-4091-0966-2)
- Rival Queens looks at the lives of Elizabeth I and Mary, Queen of Scots  (ISBN 978-0-091-93670-9)[18]
- The Ring and the Crown: A History of Royal Weddings 1066–2011, avec Alison Weir, Tracy Borman et Sarah Gristwood[19]
- The Pleasures of Men,   (ISBN 978-0-241-95139-2).
- The Storms of War[20]
- The Edge of the Fall, Orion (ISBN 978-1409139911)
- (en) The House Of Shadows, Orion Books, 16 juillet 2018 (ISBN 978-1-4091-3995-9)
- (en) The Royal Palaces: Secrets and Scandals, Orion Books (ISBN 978-0-71-126939-2)
- (en) Royal Women, Orion Books (ISBN 978-1-47-462135-9)